# Islam4UK
 (mai 2025).
La mise en forme du texte ne suit pas les recommandations de Wikipédia : il faut le « wikifier ».
Les points d'amélioration suivants sont les cas les plus fréquents. Le détail des points à revoir est peut-être précisé sur la page de discussion.
- Les titres sont pré-formatés par le logiciel. Ils ne sont ni en capitales, ni en gras.
- Le texte ne doit pas être écrit en capitales (les noms de famille non plus), ni en gras, ni en italique, ni en « petit »…
- Le gras n'est utilisé que pour surligner le titre de l'article dans l'introduction, une seule fois.
- L'italique est rarement utilisé : mots en langue étrangère, titres d'œuvres, noms de bateaux, etc.
- Les citations ne sont pas en italique mais en corps de texte normal. Elles sont entourées par des guillemets français : « et ».
- Les listes à puces sont à éviter, des paragraphes rédigés étant largement préférés. Les tableaux sont à réserver à la présentation de données structurées (résultats, etc.).
- Les appels de note de bas de page (petits chiffres en exposant, introduits par l'outil «  Source ») sont à placer entre la fin de phrase et le point final[comme ça].
- Les liens internes (vers d'autres articles de Wikipédia) sont à choisir avec parcimonie. Créez des liens vers des articles approfondissant le sujet. Les termes génériques sans rapport avec le sujet sont à éviter, ainsi que les répétitions de liens vers un même terme.
- Les liens externes sont à placer uniquement dans une section « Liens externes », à la fin de l'article. Ces liens sont à choisir avec parcimonie suivant les règles définies. Si un lien sert de source à l'article, son insertion dans le texte est à faire par les notes de bas de page.
- La présentation des références doit suivre les conventions bibliographiques. Il est recommandé d'utiliser les modèles {{Ouvrage}}, {{Chapitre}}, {{Article}}, {{Lien web}} et/ou {{Bibliographie}}. Le mode d'édition visuel peut mettre en forme automatiquement les références.
- Insérer une infobox (cadre d'informations à droite) n'est pas obligatoire pour parachever la mise en page.

Pour une aide détaillée, merci de consulter Aide:Wikification.
Si vous pensez que ces points ont été résolus, vous pouvez retirer ce bandeau et améliorer la mise en forme d'un autre article.
Islam4UK était une organisation islamiste radicale opérant au Royaume-Uni. Cette entité fut proscrite en tant qu'organisation terroriste conformément aux législations antiterroristes du Royaume-Uni en date du 14 janvier 2010,. Précédemment à son interdiction, elle était placée sous l'autorité d'Anjem Choudary.
Sur son site Internet, Islam4UK se présente comme ayant été institué par des musulmans sincères, dans le dessein de constituer une tribune vouée à la diffusion de l'idéologie islamique suprême au Royaume-Uni, se posant ainsi en alternative divine face aux lois élaborées par les hommes. Cette organisation aspire à persuader le public britannique de la prééminence de l'Islam, et à infléchir de ce fait l'opinion publique en faveur de cette religion. L'objectif ultime est de transférer l'autorité et le pouvoir aux musulmans afin de permettre la mise en œuvre de la charia au Royaume-Uni.

## Activités
Le 16 octobre 2009, des membres de ladite organisation manifestèrent leur désapprobation à l'encontre de la visite en Grande-Bretagne du député néerlandais Geert Wilders. Arborant des banderoles, ils proclamèrent des devises telles que « la charia est la solution, la liberté soit damnée » et « Geert Wilders mérite une châtiment islamique ».
En janvier 2010, le groupe capta l’attention des médias en divulguant son dessein d’organiser une manifestation à Wootton Bassett (désormais Royal Wootton Bassett), une bourgade anglaise où se tient une veillée funèbre informelle à l’occasion des cortèges des militaires tombés au champ d’honneur, cheminant de la RAF Lyneham vers Oxford. Les nouvelles allégations stipulant que le groupe projetait de transporter des cercueils vides afin de « symboliser les milliers de musulmans décédés » furent réfutées par ce dernier, bien que cette suggestion ait émané de Choudary lui-même. Ce dernier déclara que l’événement se déroulerait pacifiquement et qu’il n’était pas programmé pour coïncider avec les cortèges funéraires. Cette annonce fut réprouvée par le Premier ministre britannique, Gordon Brown, qui qualifia les intentions de marche de « répugnantes », ajoutant qu’« offenser les familles des soldats morts ou blessés serait totalement inapproprié ». Alan Johnson, ministre de l’Intérieur, affirma qu’il accueillerait favorablement toute requête de la police du Wiltshire ou des autorités locales visant à proscrire la marche en vertu de l’article 13 de la loi sur l’ordre public de 1986.
Choudary déclara qu'il avait élu Wootton Bassett pour susciter la plus grande attention possible. Il affirma que cinq cents membres d'Islam4UK porteraient des « cercueils symboliques » en hommage aux civils musulmans « massacrés par les implacables forces de la coalition ».
Le Muslim Council of Britain a déclaré qu’il « réprouve avec la plus grande fermeté l’appel d’Islam4UK à organiser une marche à Wootton Bassett. » Il a également affirmé : « Tout comme les autres citoyens britanniques, les musulmans ne nourrissent aucune animosité à l’égard des forces armées britanniques. » Le Centre culturel islamique du Wiltshire a proclamé : « Nous, ainsi que tous les autres groupes communautaires musulmans du Wiltshire et de ses environs, notamment la Société islamique de Bath et l’Association islamique de Swindon Thamesdown, dénonçons sans équivoque cette marche. » Il a ajouté : « C'est pourquoi nous faisons savoir aux médias et au grand public que l'immense majorité des musulmans ne sont nullement affiliés à ce groupe », et il a sollicité la police du Wiltshire pour interdire ladite marche. En outre, il a été déclaré qu'une contre-manifestation serait organisée conjointement avec le Call to Islam Center et le Masjid Al-Ghurabah afin de s’opposer aux actions d’"Islam4UK/Al-Muhajiroon".
Le 10 janvier 2010, l'organisation Islam4UK a fait savoir qu'elle renonçait à sa procession projetée à Wootton Bassett ; néanmoins, la police n'avait pas reçu de requête formelle sollicitant l'autorisation pour cette marche.

## Interdiction
Islam4UK fut répertorié comme un pseudonyme des entités Al Ghurabaa et The Saved Sect, déjà proscrites en vertu de la loi sur le terrorisme de 2004, par une ordonnance promulguée le 14 janvier 2010. Lors de l'annonce de cette interdiction, le ministre britannique de l'Intérieur de l'époque, Alan Johnson, déclara : « Cette organisation est déjà proscrite sous deux autres appellations – Al Ghurabaa et The Saved Sect. »
Dans l'ordonnance édictée en janvier 2010, ainsi que dans une ordonnance promulguée en novembre en 2011, les dénominations Al Muhajiroun, Call to Submission, Islamic Path, London School of Sharia et Muslims Against Crusades furent pareillement énumérées en tant que pseudonymes. En juin de l'an deux mille quatorze, les appellations Need4Khilafah, le Shariah Project et l’Islamic Dawah Association furent ajoutées à cette liste. Il convient de noter que l’établissement d’un pseudonyme similaire à un autre nom d’une organisation proscrite ne requiert point une ordonnance ; il suffit que les deux soient substantiellement identiques et que l’individu incriminé ait perpétré un acte prohibé.
Islam4UK a émis une déclaration dans laquelle ils expriment que « l'interdiction actuelle constitue un nouveau revers pour le capitalisme et témoigne d'un renouveau de l'Islam et des musulmans ». Ils ont réaffirmé leur objectif de « libérer un jour notre terre de l'occupation et d'établir la charia non seulement dans les pays musulmans mais également au sein même de la Grande-Bretagne ». Cette vision représente une conviction ardente et un espoir de voir cette réalité de leur vivant. Dans une autre déclaration diffusée simultanément sur leur site Internet, Islam4UK a mentionné avoir été contacté par les autorités pour mettre fin à leurs activités. Ils ont précisé que le nom de domaine en question ne sera plus utilisé par eux, mais ont affirmé que la lutte pour l'établissement du Califat persiste, malgré toute conspiration des non-croyants à l'encontre des musulmans. Ils ont souligné le devoir de tous les musulmans de s'élever et de prôner l'avènement du califat, où qu'ils se trouvent.
L'interdiction suscite des critiques au sein de certains cercles, notamment qualifiée de « coup porté à la liberté d'expression » par la faction de gauche, comme l'a noté Sunny Hundal dans The Guardian. Cette mesure est perçue comme susceptible de compromettre les efforts gouvernementaux visant à contrecarrer l'extrémisme violent. Deborah Orr a exprimé dans le même journal que cette interdiction « mine les droits démocratiques au prétexte de les protéger ».

## Voir également
- Islam au Royaume-Uni
- Sharia4Belgium – Organisation terroriste islamiste belge